# Triplophysa aluensis
Triplophysa aluensis és una espècie de peix de la família dels balitòrids i de l'ordre dels cipriniformes.

## Morfologia
Fa 8,1 cm de llargària maxima.

## Hàbitat i distribució geogràfica
És un peix d'aigua dolça, demersal i de clima tropical, el qual viu a l'est de Yunnan (la Xina).

## Observacions
És inofensiu per als humans.